# 結城正明
結城 正明（ゆうき まさあき、天保11年1月15日（1840年2月17日） - 明治37年（1904年）3月6日）は江戸時代末期から明治時代にかけての日本画家、銅版画家。

## 略歴
天保11年（1840年）1月15日に越中国富山柳町に金沢藩士の子として生まれる。本姓は壷川。安政2年（1855年）6月に19歳で江戸にでて木挽町狩野派の狩野雅信に入門した。同門に狩野芳崖や橋本雅邦がいた。万延元年（1860年）、幕府の江戸城本丸焼失後の新築の際に、師雅信とともに御殿表裏画の御用を勤めて200石の支給を受けた。しかし、明治維新により狩野派は廃れ、正明もまた絵のみに従事することはできなくなり、明治元年（1868年）11月頃から留守官大学校で会計を担当、その傍ら生徒に槍術を教えた。明治3年（1870年）に留守官を辞めて、新しい時代に対応するため銅版画を習い始め同門であった青野桑州についた。青野は伊予国出身の同門の狩野派出身の画家で、正明よりも早く、洋画と銅版画を学び陸軍省では石版画も研究していた。一旦帰郷するが、明治6年（1873年）に再び上京、紙幣寮に入った。また、ウィーンから帰国した岩橋教章にも師事していた。その後、銅版画制作のため神田小川町に明辰社を営み、明治10年（1877年）7月頃、医師の新村淳庵の依頼によりマサール原画の医聖ヒポクラテス像（後に司教聖ヒエロニムス像と判明）を作製、「医聖ヒポクラテス像」として発売をした。当時は目をみはるようなその迫真的画像は多くの人々に深い印象を与えたといわれ。その模写が多数残されている。
明治14年（1881年）の第2回内国勧業博覧会に銅版画「豊公幼キ時初メテ蜂須賀氏ト矢矧橋上ニ逢ウ図」（通称「矢引橋」）を出品、この作品にはエッチングのみでなくビュランも併用して進境をみせた。明治15年（1882年）10月の第1回内国絵画共進会第三区狩野派の部に清斎の号で「飲中八仙」と「龍」の2点を出品した。この頃、横山大観の父で水戸藩士の酒井捨彦との親交が始まり、地図の技術も習得、「千葉県全図」（明治18年（1885年）制作）を遺している。この縁で大観は後年、正明に毛筆画を習うことになった。
明治17年（1884年）に鑑画会が結成されると、同門の芳崖、雅邦、木村立嶽らとこれに参加、明治18年（1885年）9月の第1回鑑画会大会に「山水」、「伯夷叔斎」を出品する。フェノロサが唱えた線、濃淡、色彩の原理を考慮した制作を試行しはじめた。明治21年（1888年）2月、女子職業学校へ一週間6時間を自在画を教えに通いはじめる。東京美術学校開校の動きとともに鑑画会グループでともに研鑚してきた芳崖や狩野友信らが先に図画取調係になり、明治21年（1888年）4月12日、雅邦、長沼守敬らとともに正明も日本画科の教官を拝命する。また、同年5月、高等商業学校にも奉職、自宅には東京美術学校受験のための予備校のような画塾を開いた。大観だけでなく菱田春草も毛筆画の手ほどきを受け、成績のよい春草は正明の助手のような存在となった。明治22年（1889年）3月には東京盲唖学校、同年4月には東京府高等女学校の教諭も嘱託された。また同月、文部省から奈良出張を命ぜられ岡倉天心、高村光雲らと法隆寺など古美術調査に同行した。
明治23年（1890年）7月の第3回内国勧業博覧会に出品した「神功皇后洗髪図」は明治期歴史画のロマン的な気分を漂わせた名作として三等妙技賞を受賞する。翌明治24年（1891年）8月には東京美術学校助教授となり、明治25年（1892年）になると政府は明治26年（1893年）にシカゴで開催のシカゴ・コロンブス万国博覧会に力を入れ、東京美術学校もその出品作の制作に全力で取り組んだ。橋本雅邦を始め生徒も出品したが、正明は生徒の指導二尽力したとして同年暮れに報奨金を贈与された。しかし、明治26年（1893年）8月に非職を命じられる。当時の学校経費は1年12000円のうち、フェノロサは6000円支給されたにもかかわらず、正明の給与は月12円であり、思うような教育ができなかったと推察され、一説には岡倉校長と衝突したともいわれるが、真相不明のまま明治29年（1896年）8月には非職満期となって東京美術学校との縁は完全に切れる。日本美術院創立に直接には参加しなかったが、若き日の大観や春草を東京美術学校へ送り、草創期の鑑画会と東京美術学校に業績を残して明治37年（1904年）3月6日に64歳で没した。

## 作品
| 作品名       | 技法         | 形状・員数 | 寸法（縦x横cm） | 所有者                     | 年代               | 落款・印章                              | 備考 |
| ------------ | ------------ | ---------- | --------------- | -------------------------- | ------------------ | --------------------------------------- | ---- |
| 神功皇后洗髪 | 絹本著色     | 1幅        | 173.4x84.0      | 東京芸術大学大学美術館     | 1890年（明治23年） | 款記「藤正明」/「藤原正明」白文方印     |      |
| 富士の巻狩   | 絹本著色金泥 | 1幅        |                 | 個人（東京国立博物館寄託） | 1897年（明治30年） | 款記「六十七翁左腕／藤正明筆」/朱文方印 |      |